# Gérard de Vivre
Gérard de Vivre, né à Gand, est un homme de lettres et enseignant flamand du XVIe siècle, installé à Cologne et ayant publié et enseigné en français.

## Biographie
Gérard de Vivre est né à Gand, en Flandre, à une date inconnue, et mort à Cologne avant 1597.
Originaire de Gand, située dans une région de confession protestante, il s'installe à Cologne en 1563, en terre catholique. Cologne est une cité universitaire où Gérard de Vivre pouvait exercer en tant qu'enseignant et auteur. Dans sa préface de 1565 à son ouvrage Synonymes..., il dit avoir quitté les Pays-Bas en raison des troubles politiques et religieux qui ne lui permettaient plus de travailler dans des conditions satisfaisantes
La bourgeoisie marchande de Cologne est la destinataire principale de ses activités d'enseignement et de ses œuvres en langue française. Installé comme précepteur, il enseigne le français notamment aux enfants de marchands. Sur les couvertures de ses ouvrages, il se présente comme « maître d'école » (1568, 1569 et 1578), et ajoute aussi la fonction de « professeur public » (1569).

## Œuvre
Gérard de Vivre a publié en français (français moyen) et en allemand.
Il a surtout publié des ouvrages de grammaire et manuels de conversation, un lexique et un dictionnaire. Il est aussi connu comme auteur de pièces de théâtre.
Ses pièces ont également une vocation pédagogique et doivent servir l'apprentissage de la langue française à un public germanophone. Il emploie notamment du vocabulaire spécifique qui serait utile aux marchands et aux bourgeois de Cologne.

## Publications
- Grammaire françoise, touchant la lecture, déclinaisons des noms et conjugaisons des verbes, le tout mis en françois et en allemang, 1568[3]
- Briefve institution de la langue françoise expliquée en aleman, 1568
- Synonymes, c'est-à-dire plusieurs propos, propres tant en escrivant qu'en parlant, tirez quasi tous à un même sens, pour montrer la richesse de la langue françoise / recueilliz en françois & aleman, 1569[4]
- Douze dialogues et colloques, traitans de diuerses matieres, tres propres aux Nouveaux Apprentifs de la Langue Françoise. Composez par Gerard de Viure, Maitre d’Escole en la Ville de Coloigne. Anvers, Jan van Waesberge, 1574
- Comédie des amours de Theseus et Dianira, 1577[5]
- Comédie de la fidélité nuptiale, 1578[6]
- Trois comédies françoises de Gérard de Vivre Gantois, Anvers, Guislain Janssens, 1589
- Les dialogues traitant de la marchandise, 1597

## Postérité
L'une des originalités de l'œuvre de Gérard de Vivre est la mise au point d'un système de ponctuation que l'on retrouve dans ses pièces (aussi désigné comme microsystème).
Cette ponctuation est indiquée dans les didascalies et aurait pour fonction de marquer des pauses dans la diction.
Ce système, néanmoins, n'a pas été repris par d'autres auteurs.